# “接触”-5

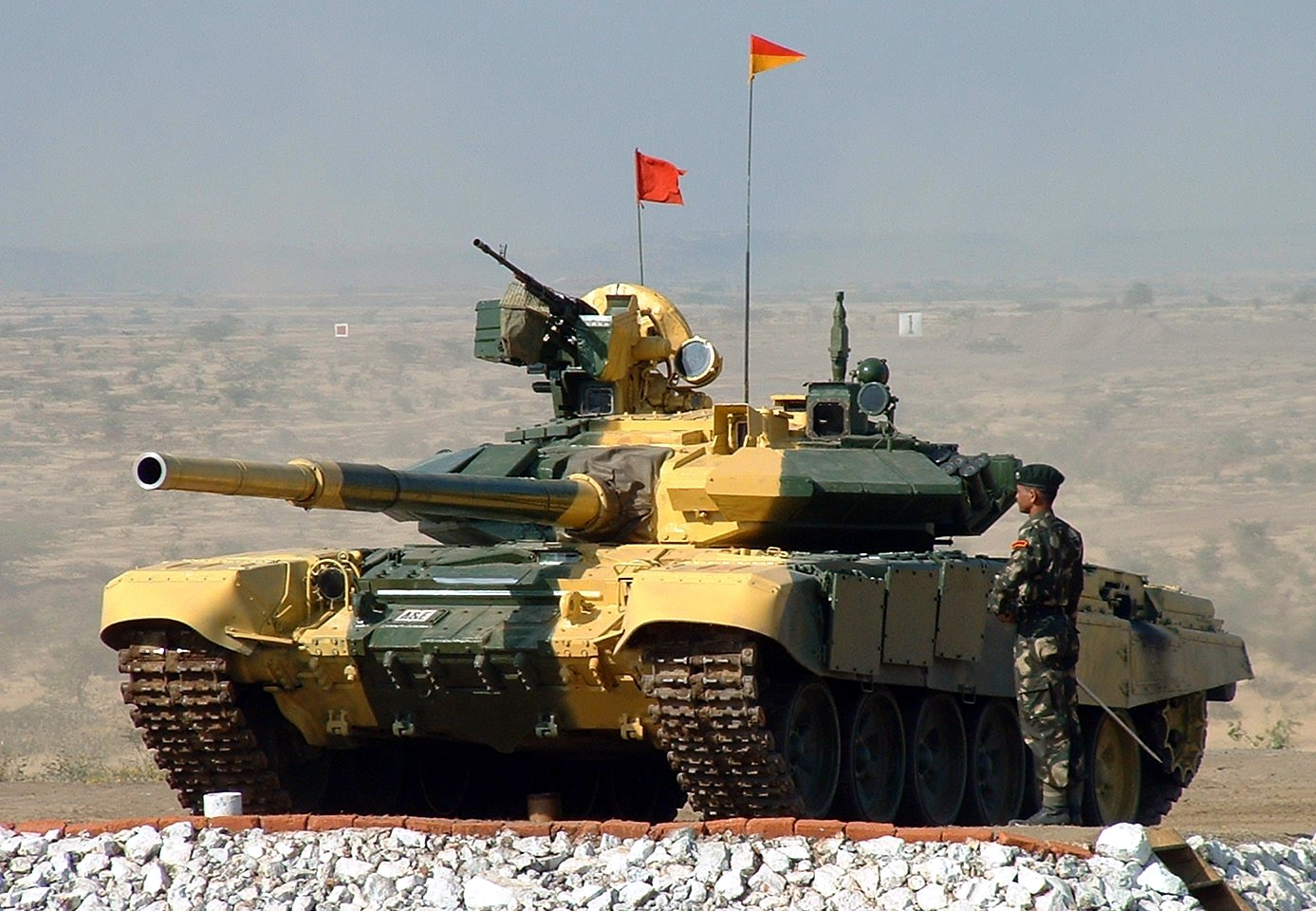
印度陆军T-90S 的“接触”-5 爆炸反应装甲以三角形成对排列。

Kontakt-5是一种原产于苏联的第二代爆炸反应装甲(ERA)。它是第一种能够显着降低尾翼稳定脱壳穿甲弹(APFSDS) 穿透力的爆炸反应装甲。

## 简介

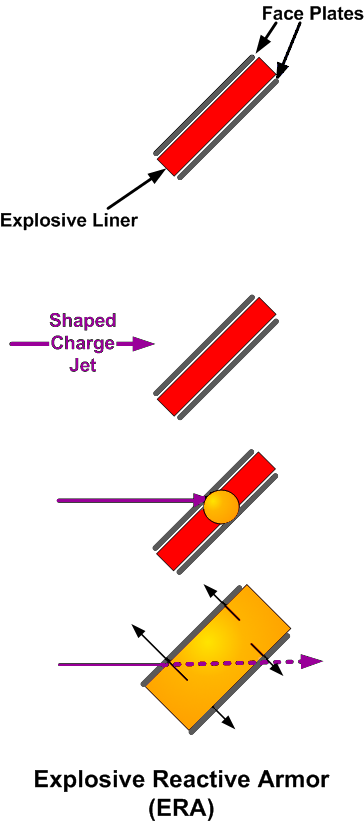
爆炸反应装甲的运作

“接触”-5 于1985年首先装备在T-80U坦克上，由夹在两块金属板之间的炸药“砖块”组成。这些金属板的排列方式可以使其在炸药爆炸时迅速向侧面移动。这将使得“新的”板体被推向击中装甲的的动能穿甲弹或聚能射流射流，使之需要穿透比板体本身厚得多的装甲。同时，动能穿甲弹也会受到强大的侧向力，这种力可能大到足以将穿杆切成两段或更多段的程度。因为穿透力会分散在更大体积的装甲上，这将显着降低穿甲弹的穿透能力。
有说法认为，较新的动能穿甲弹，如美国的M829A3的开发，是“被有效对抗可反制动能弹头的爆炸反应装甲的需求所驱动”。 

Kontakt-5 装甲被俄罗斯、乌克兰、印度(T90-S) 和塞尔维亚（在M-84AS主戰坦克上）等国家采用。

## 使用国
- 俄羅斯
- 乌克兰
- 塞爾維亞 M-84AS
- 阿尔及利亚 T-90 and T-72AG
- 亞美尼亞 T-90
- T-90
- 白俄羅斯 T-72B3
- 印度 T-90
- 伊朗 Relikt allegedly on Karrar and on a T-72M upgrade by the IRGC, dubbed T-72M Rakhsh. Kontakt-5 used on an unnamed T-72S upgrade.
- 伊拉克 T-90、 T-72M Rakhsh
- T-80U and T-80UK[3][4]
- T-90
- 乌干达 T-90
- 越南 T-90
- 叙利亚 T-90、 T-72B3